# Ваграмская битва
Ва́грамская битва (фр. Bataille de Wagram) — генеральное сражение Австро-французской войны 1809 года, произошедшее 5—6 июля 1809 года в районе села Ваграм, возле острова Лобау на Дунае. Являлось наступательным как со стороны французов, так и со стороны австрийцев. Наполеон Бонапарт разбил войска эрцгерцога Карла, тем самым завершив существование Пятой коалиции.

## Подготовка к сражению
После неудачи при Асперн-Эсслинге Наполеон жаждал реванша и готовился к новой битве с особой тщательностью. Получив подкрепление баварскими отрядами, французский император начал подготовку к новой переправе через Дунай. Австрийская армия под командованием Карла занимала позиции на высотах за рекой Русбах. Изучив свои ошибки прошлой битвы, Наполеон на этот раз удачно организовал переправу своих войск. Хорошо укрепив остров Лобау, французские сапёры армии начали в строжайшей секретности возводить мосты.

## Ход сражения
Переправа началась в 9 часов вечера 4 июля под прикрытием 120 орудий, а 5 июля основные части Великой армии (165 000 человек) стали развёртываться на Мархфельдской равнине. Эти манёвры отняли у Наполеона много времени. Но, несмотря на это, они застали австрийцев врасплох. Карл не позаботился о том, чтобы собрать все имеющиеся у него силы. 
Наполеон, зная, что Карл ждёт подкреплений (войска эрцгерцога Иоанна), решил атаковать противника с ходу, используя всю массу своих войск. К полудню вся территория вокруг Асперна и Эсслинга оказалась в руках французов. Ближе к вечеру французская армия образовала полукруг: Массена слева, Бернадот, Богарне и Удино в центре, Даву справа, при поддержке двух кавалерийских бригад, прикрывавши правый фланг.
Около 18 часов, с целью предпринять решительные действия, дающие ему преимущество в конце этого первого дня, Наполеон приказал атаковать австрийский центр, нацеливаясь, в частности, на корпуса Бельгарда и Гогенцоллерна вдоль Русбаха. Атака была не скоординированной и оказалась катастрофической. Австрийские войска сначала были отброшены от Ваграма, прежде чем Карл смог сплотить своих людей и отбросить французов. Затем австрийские контратаки позволили вернуть все позиции, уступленные Наполеону. В 11 часов вечера бои прекратились.
На следующий день 6 июля Карл, воодушевлённый успехом, решил дать французам бой. Австрийцы неправильно рассчитали время прибытия своего подкрепления. Карл слишком сильно растянул свой фронт (на 21—27 км). Не оставил он и резервов своей армии. В 4 часа утра его войска под прикрытием тумана перешли в наступление. Услышав канонаду, Наполеон решил, что к Карлу подошли войска его брата Иоанна. Наполеон приказал своим войскам идти в атаку. В 7 часов утра австрийцы развернули свою артиллерию и открыли огонь. Французская артиллерия не заставила себя долго ждать. Началась канонада с обеих сторон. Французы выиграли эту артиллерийскую дуэль. 
В 10 часов утра правый фланг австрийцев двинулся вперёд с целью отрезать французов от мостов на Дунае. Им это удалось сделать. Наполеон, наблюдавший за боем, решил сосредоточить большую часть своих сил в центре. Французский император сосредоточил в центре 45 000 солдат с 104 орудиями под командованием Макдональда. К 12 часам солдаты Макдональда выстроились за 104-орудийной батареей. Примерно через час корпус французского маршала Даву взошёл на Нойзидельские высоты. Примерно в это же время Наполеон отдал приказ идти в атаку солдатам Макдональда. Французы ударили из 104 орудий и медленно пошли в атаку плотным строем. Но австрийские солдаты уже были не те, которых раньше разбивал Наполеон. Испытав горечь поражений, австрийцы хотели выиграть эту битву во что бы то ни стало. Они встретили французов сильным ружейным огнём. Французы, захватив левый фланг австрийцев, начали развивать успешное наступление в центре, хотя несли очень большие потери. Эрцгерцог Карл, увидев, что французы подтягивают свои резервы и что Нойзидельские высоты австрийцы взять не смогут, в 3 часа дня дал приказ к отступлению. Около 4 часов на поле боя появился Иоанн со своими 13 000 солдат. Но увидев, что битва проиграна, он не вступил в бой.

## Результаты
В 8—9 часов вечера сражение закончилось. Австрийская армия потерпела поражение. Но разгромным поражением эту битву назвать было нельзя. Тем не менее, спустя 4 дня после сражения Карл запросил мира. Эта битва представляет интерес с тактической точки зрения — умелой переправы крупных сил французских войск через Дунай, массированного применения артиллерии и использования глубокого боевого порядка.